# Matías Stinnes
Mathias „Matiás“ Gustav Gotthold Leo Stinnes (* 22. Juni 1910 in Mülheim an der Ruhr; † 27. Februar 1975) war ein deutschstämmiger Rennrodler, der international für Argentinien startete.
Matías Stinnes war der einzige Sohn des Kommerzienrats Gustav Stinnes und ein Urenkel des Firmengründers Mathias Stinnes, der 1808 den Grundstein für das erfolgreich im Kohlenhandel und Bergbau tätige Familienunternehmen in Mülheim an der Ruhr gelegt hatte.
Als deutscher Wehrmachtsoffizier war Stinnes ein Anhänger des Nationalsozialismus und emigrierte nach Ende des Zweiten Weltkriegs  nach Argentinien. Genau wie sein zu diesem Zeitpunkt bereits verstorbener Vater war er begeisterter Hobbysportler und gründete in seiner neuen Heimat einen Rennrodelverband. Über viele Jahre hinweg war er das einzige Mitglied und in Personalunion Präsident, Geschäftsführer und Cheftrainer.
Stinnes war mit einem Alter von 53 Jahren und 217 Tagen der älteste Teilnehmer bei den Olympischen Winterspielen 1964 in Innsbruck. Er konnte den erstmals ausgetragenen Wettbewerb im Einsitzer jedoch nicht beenden und schied aus dem Wettkampf aus. Stinnes war auch für den Einsitzer-Rennrodelwettbewerb bei den Olympischen Winterspielen 1968 in Grenoble qualifiziert und gemeldet, trat jedoch beim Wettkampf nicht an. Mit 57 Jahren wäre er einer der ältesten Winterolympioniken überhaupt geworden. Mehrfach vertrat er sein Land bei Rennrodel-Weltmeisterschaften.

## Anmerkung
1. ↑  Der schwedische Curler Carl August Kronlund war 1924 58 Jahre und 155 Tage alt